# Wasa (Tanzania)
Wasa è una circoscrizione rurale (rural ward) della Tanzania situata nel distretto rurale di Iringa, regione di Iringa. Conta una popolazione di 10 595 abitanti (censimento 2012).